# 桑特尼
桑特尼（法語：Santeny，法語發音：[sɑ̃tni] ⓘ）是法国法蘭西島大區马恩河谷省的一个市镇，属于克雷泰伊区。

## 地理
桑特尼（48°43'33"N, 2°34'20"E）面积9.91 平方千米，位于法国法蘭西島大區马恩河谷省，该省份为法国北部内陆省份，毗邻巴黎。
与桑特尼接壤的市镇（或旧市镇、城区）包括：布里地区拉克、莱西尼、塞尔翁、芒德尔莱罗斯、布里地区马罗勒、布里地区叙西、维勒克雷讷。

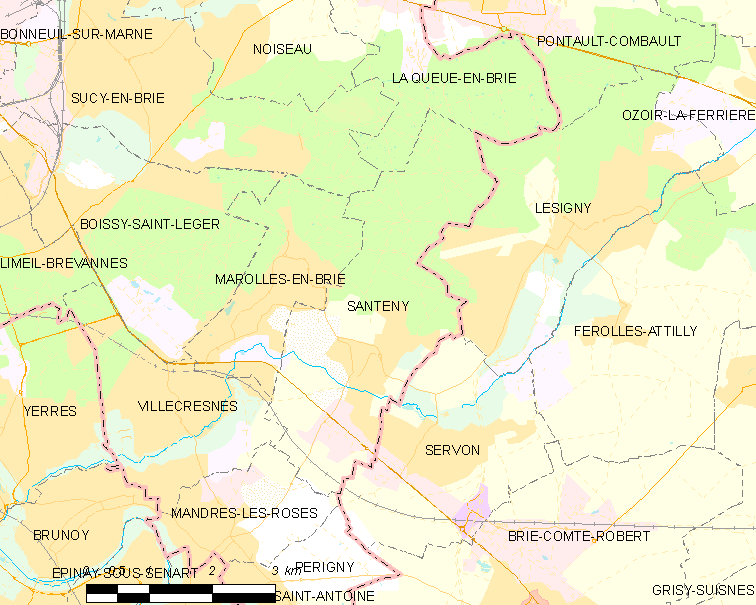
桑特尼的OSM定位图

桑特尼的时区为UTC+01:00、UTC+02:00（夏令时）。

## 行政
桑特尼的邮政编码为94440，INSEE市镇编码为94070。

## 政治
桑特尼所属的省级选区为布里高原县。

## 人口

1962-2008年间桑特尼人口变化图示

桑特尼于2022年1月1日时的人口数量为3958人。